# The Bootleg Series Vol. 1–3
The Bootleg Series Volumes 1–3 ist eine CD-Zusammenstellung von Bob Dylan.  Die Sammlung ist im Columbia Records Katalog unter der Nummer C3K 86572 erfasst. Es handelt sich um die erste Sammlung der Serie "the Dylan bootleg series". Die Sammlung umfasst Material der ersten drei Dekaden von Dylans Karriere von 1961 bis 1989. Die Sammlung wurde mit einer Goldenen Schallplatte durch die RIAA im August 1997 ausgezeichnet und erreichte Platz 49 der Billboard 200 und Platz 32 der Charts in Großbritannien.

## Inhalt
Von den insgesamt 58 Titeln sind 46 Outtakes von früheren Studioaufnahmen. Die restlichen Titel sind mit einer Ausnahme Liveaufnahmen und Demoaufnahmen. Drei von ihnen wurden später auf The Bootleg Series Vol. 9 – The Witmark Demos: 1962–1964 dupliziert.
Die Sammlung erschien 1991, um den sehr verbreiteten Wunsch nach Dylans nicht veröffentlichten Materialien zu befriedigen. Die Sammlung enthält seltene und unveröffentlichte Arbeiten aus Aufnahmesitzungen von Dylans Debüt 1962 bis 1989 und dem Album Oh Mercy. Anders als andere Bootleg Editionen sind The Bootleg Series Volumes 1–3 nur zusammen als drei CD-Sammlung erhältlich.

## Titel
Alle Stücke wurden von Bob Dylan arrangiert, Ausnahmen sind kenntlich gemacht.

### Volume 1
1. "Hard Times in New York Town" (22. Dezember 1961); "Minnesota Hotel Tape," Ein Hometape aufgenommen von Tony Glover
2. "He Was a Friend of Mine" (20. November 1961); Bob Dylan Outtake; (trad.)
3. "Man on the Street" (22. November 1961); Bob Dylan Outtake
4. "No More Auction Block" (Oktober 1962); Live im Gaslight Cafe, Greenwich Village; (trad.)
5. "House Carpenter" (22. November 1961) Bob Dylan Outtake; (trad.)
6. "Talkin' Bear Mountain Picnic Massacre Blues" (25. April 1962) The Freewheelin’ Bob Dylan Outtake
7. "Let Me Die In My Footsteps" (25. April 1962) The Freewheelin’ Bob Dylan Outtake
8. "Rambling, Gambling Willie" (24. April 1962) The Freewheelin’ Bob Dylan Outtake
9. "Talkin' Hava Negeilah Blues" (25. April 1962) The Freewheelin’ Bob Dylan Outtake
10. "Quit Your Low Down Ways" (9. Juli 1962) The Freewheelin’ Bob Dylan Outtake
11. "Worried Blues" (9. Juli 1962) The Freewheelin’ Bob Dylan Outtake; (trad.)
12. "Kingsport Town" (14. November 1962) The Freewheelin’ Bob Dylan Outtake; (trad.)
13. "Walkin' Down the Line" (1963) Demotape für die Witmark Music Publishing Company
14. "Walls of Red Wing" (24. April 1963) The Freewheelin’ Bob Dylan Outtake
15. "Paths of Victory" (12. August 1963) The Times They Are A-Changin' Outtake
16. "Talkin' John Birch Paranoid Blues" (26. Oktober 1963) Live in der Carnegie Hall
17. "Who Killed Davey Moore?" (26. Oktober 1963) Live in der Carnegie Hall
18. "Only a Hobo" (12. August 1963) The Times They Are A-Changin' Outtake, auch genutzt für Greatest Hits Vol. II
19. "Moonshiner" (12. August 1963) The Times They Are A-Changin' Outtake; (trad.)
20. "When the Ship Comes In" (1963) Demotape für die Witmark Music Publishing Company
21. "The Times They Are A-Changin'" (1963) Demotape für die Witmark Music Publishing Company
22. "Last Thoughts on Woody Guthrie" (12. April 1963) Gedicht live vorgetragen in der New York City Town Hall

### Volume 2
1. "Seven Curses" (6. August 1963) The Times They Are A-Changin' Outtake
2. "Eternal Circle" (24. Oktober 1963) The Times They Are A-Changin' Outtake
3. "Suze (The Cough Song)" (24. Oktober 1963) The Times They Are A-Changin' Outtake
4. "Mama, You Been on My Mind" (9. Juni 1964) Another Side of Bob Dylan Outtake
5. "Farewell, Angelina" (13. Januar 1965) Bringing It All Back Home Outtake
6. "Subterranean Homesick Blues" (13. Januar 1965) Bringing It All Back Home Alternative Aufnahme (Aufnahme 1; Akustikversion)
7. "If You Gotta Go, Go Now (Or Else You Got to Stay All Night)" (15. Januar 1965) Bringing It All Back Home Outtake
8. "Sitting on a Barbed Wire Fence" (15. Juni 1965) Highway 61 Revisited Outtake
9. "Like a Rolling Stone" (June 15, 1965) Original Kurzversion im 3/4 Takt Walzer
10. "It Takes a Lot to Laugh, It Takes a Train to Cry" (15. Juni 1965) Highway 61 Revisited Alternative Aufnahme
11. "I'll Keep It with Mine" (27. Januar 1966)
12. "She's Your Lover Now" (21. Januar 1966) Blonde on Blonde Outtake
13. "I Shall Be Released" (Herbst 1967) Zuvor unveröffentlichte Aufnahme der Basement Tapes
14. "Santa-Fe" (Herbst 1967) Zuvor unveröffentlichte Aufnahme der Basement Tapes
15. "If Not for You" (1. Mai 1970) New Morning Alternative Aufnahme
16. "Wallflower" (4. November 1971) Zuvor unveröffentlichte Aufnahme
17. "Nobody 'Cept You" (2. November 1973) Planet Waves Outtake
18. "Tangled Up in Blue" (16. September 1974) Blood on the Tracks Alternative Aufnahme
19. "Call Letter Blues" (16. September 1974) Blood on the Tracks Outtake
20. "Idiot Wind" (19. September 1974) Blood on the Tracks Alternative Aufnahme

### Volume 3
1. "If You See Her, Say Hello" (16. September 1974) Blood on the Tracks Alternative Aufnahme
2. "Golden Loom" (30. Juli 1975) Desire Outtake
3. "Catfish" (28. Juli 1975) Desire Outtake (Dylan/Levy)
4. "Seven Days" (21. April 1976) Liveaufnahme in Tampa, Florida
5. "Ye Shall Be Changed" (2. Mai 1979) Slow Train Coming Outtake
6. "Every Grain of Sand" (23. September 1980) Veröffentlichte Demoaufnahme für Special Rider Music
7. "You Changed My Life" (23. April 1981) Shot of Love Outtake
8. "Need a Woman" (4. Mai 1981) Shot of Love Outtake
9. "Angelina" (4. Mai 1981) Shot of Love Outtake
10. "Someone's Got a Hold of My Heart" (25. April 1983) Frühe Aufnahme von "Tight Connection to My Heart" von Empire Burlesque
11. "Tell Me" (21. April 1983) Infidels Outtake
12. "Lord Protect My Child" (3. Mai 1983) Infidels Outtake
13. "Foot of Pride" (25. April 1983) Infidels Outtake
14. "Blind Willie McTell" (5. Mai 1983) Infidels Outtake
15. "When the Night Comes Falling from the Sky" (19. Februar 1985) Empire Burlesque Alternative Aufnahme
16. "Series of Dreams" (23. März 1989) Oh Mercy Outtake

## Beteiligte Künstler
- Bob Dylan – Gesang, Gitarre, Mundharmonika, Piano

- Roy Bittan – Keyboard
- Mike Bloomfield – Elektrische Gitarre
- Russell Bridges – Bass
- Harvey Brooks – Bass
- Charlie Brown – Gitarre
- Tony Brown – Bass
- Gary Burke – Conga Trommel
- T Bone Burnett – Gitarre
- Kenny Buttrey – Schlagzeug
- Buddy Cage – Pedal-Steel Gitarre
- Alan Clark – Keyboard
- Roddy Colonna – Schlagzeug
- Richard Crooks – Schlagzeug
- Charlie Daniels – Bass
- Rick Danko – Bass, Gesang
- Carolyn Dennis – Gesang
- Rick DiFonzi – Gitarre
- Tim Drummond – Bass
- Sly Dunbar – Schlagzeug
- Erik Frandsen – Gitarre
- Glenn Fukunaga – Bass
- Full Force – Hintergrundgesang
- Al Gorgoni – Gitarre
- Bobby Gregg – Schlagzeug
- Paul Griffin – Keyboard
- Emmylou Harris – Gesang
- George Harrison – Gitarre
- Regina Havis – Gesang
- Levon Helm – Schlagzeug, Gesang
- Garth Hudson – Orgel
- Ben Keith – Pedal-Steel Gitarre
- Jim Keltner – Schlagzeug
- Clydie King – Gesang
- Mark Knopfler – Gitarre
- Sandy Konikoff – Schlagzeug
- Al Kooper – Orgel
- Barry Kornfeld – Gitarre
- Danny "Kootch" Kortchmar – Gitarre
- Russ Kunkel – Schlagzeug
- Daniel Lanois – Gitarre, Bass, Percussion
- Little Steven – Gitarre
- Joseph Macho, Jr. – Bass
- David Mansfield – Mandoline
- Richard Manuel – Piano, Gesang
- Tom McFaul – Keyboard
- Bob Neuwirth – Gitarre
- Cyril Neville – Schlagzeug
- Kenny Rankin Gitarre
- Steve Ripley – Gitarre
- Scarlet Rivera – Violine
- Robbie Robertson – Gitarre
- Mick Ronson – Gitarre
- Mason Ruffner – Gitarre
- Robbie Shakespeare – Bass
- Steven Soles – Gitarre
- Rob Stoner – Bass
- Sugar Blue – Mundharmonika
- Fred Tackett – Gitarre
- Mick Taylor – Gitarre
- Benmont Tench – organ
- Jennifer Warnes – Gesang
- Eric Weissberg – Gitarre
- Pick Withers – Schlagzeug
- Peter Wood – Keyboard
- Howie Wyeth – Schlagzeug

### Produktionspersonal
- Jeff Rosen – Produktion und Zusammenstellung
- Steven Berkowitz – Produktionskoordination, Marketing
- Mark Wilder, Bob Irwin, Vic Anesini – Digitales Remastern
- Mark Wilder, Tim Geelan, Jim Ball, Josh Abbey – Abmischung
- John Bauldie
- Christopher Austopchuk, Nicky Lindeman – Artdirector
- Don Hunstein, Morgan Renard – Fotografie